# Dungeon Meshi
Dungeon Meshi (ダンジョン飯, Danjon Meshi, lit. "Dungeon Meal") é uma série de mangá Seinen japonesa de comédia de fantasia escrita e ilustrada por Ryōko Kui [ja].
O mangá de Dungeon Meshi foi finalizado no dia 15 de setembro de 2023, no capítulo 97, da 107º edição da revista Harta.
A adaptação em anime de Dungeon Meshi está atualmente sendo produzida pelo estúdio Trigger e estreou no dia 4 de janeiro de 2024.

## Enredo
Em um mundo de fantasia, guildas de aventureiros saem em expedições para adentrar masmorras. Acredita-se que em uma dessas masmorras, localizada em uma ilha, abriga em seus níveis mais profundos o misterioso Reino Dourado, muito cobiçado por exploradores. A história começa com uma missão fracassada, onde seis membros de uma equipe tentam enfrentar um dragão vermelho, mas acabam escapando ao custo de deixar para trás Falin, uma feiticeira humana, que teletransporta os outros membros do grupo para fora da masmorra antes de ser devorada pelo dragão. Após dois membros abandonarem o grupo, os membros restantes — Laios (um espadachim humano e irmão de Falin), Chilchuck (um ladino halfling) e Marcille (uma feiticeira élfica) — planejam em como voltar ao nível da masmorra onde enfrentaram o dragão a tempo de salvar Falin da digestão. Com a maioria de seus suprimentos deixados para trás, sua missão parece impossível - até que Laios, que possui uma forte obsessão por monstros, sugerir que eles se sustentem caçando criaturas e encontrando comida dentro da masmorra. Chilchuck e Marcille relutantemente concordam com o plano. No primeiro andar, o grupo se encontra com Senshi, um anão com anos de experiência de sobrevivência em meio aos monstros do calabouço. A história detalha suas viagens pelos diferentes níveis da masmorra, os ambientes, as armadilhas e monstros que encontram, e as refeições que preparam.

## Personagens
Laios Touden (ライオス・トーデン, Raiosu Tōden)
Um guerreiro humano que decide se aventurar pela masmorra para resgatar sua irmã Falin antes que ela seja digerida pelo dragão vermelho. Laios é um lutador muito forte e o líder do grupo. Ele é uma pessoa muito calma e gentil, e possui um entusiasmo exorbitante pelos monstros que habitam a masmorra, principalmente sobre qual sabor eles têm ao serem preparados em refeições. Ele costuma usar o conhecimento adquirido com o preparo dos monstros para desenvolver técnicas para derrotá-los em batalha. Ele tende a falar muito rapidamente quando está excitado e muitas vezes lhe falta tato com os sentimentos dos outros quando toma decisões.
Marcille Donato (マルシル・ドナトー, Marushiru Donatō)
Uma feiticeira élfica que utiliza um cajado de madeira e que é capaz de conjurar uma variedade de formas de magia. Ela é uma pessoa cautelosa, levemente desconfiada, que geralmente se é hesitante à ideia de comer monstros. Por causa de seu domínio com magia, ela normalmente consegue conjurar feitiços complicados e de alto nível com pouca preparação, uma habilidade que é frequentemente desvalorizada pelos seus companheiros. Ela é um membro original do grupo de Laios.
Chilchuck Tims (チルチャック・ティムズ, Chiruchakku Timuzu)
Um ladino halfling com boa destreza e sentidos aguçados. Chilchuck destranca fechaduras, desativa armadilhas e encontra caminhos ocultos para o grupo. Ele é uma pessoa bastante calma e descontraída, mas não gosta quando outras pessoas atrapalham seu trabalho ou assumem riscos perigosos. Ele frequentemente repreende a falta de discernimento de Laios, e tenta ao máximo tratar seu vínculo ao grupo como uma relação de negócios, mesmo que no fundo ele se importa bastante com seus companheiros.  Ele evita o combate como regra, mas pode usar arco e flecha. Ele é um membro original do grupo de Laios.
Senshi (センシ, Senshi)
Um guerreiro anão que se junta ao grupo para realizar seu sonho de cozinhar o dragão vermelho que Laios e seu grupo buscam. Senshi tem um imenso conhecimento da masmorra e dos monstros, e é um chef experiente. Ele normalmente luta com um machado grande, mas sempre carrega uma panela e utensílios de cozinha. Ele faz questão que o grupo esteja sempre bem alimentado e tenha uma dieta equilibrada.
Falin Touden (ファリン・トーデン, Farin Tōden)
Uma feiticeira humana e a irmã de Laios. Uma pessoa gentil e atenciosa que divide o interesse sobre monstros com o irmão. Ela foi devorada por um dragão vermelho no fundo da masmorra depois de usar sua mágica para teletransportar o resto do grupo para a superfície. Laios e seu grupo estão em uma jornada para resgatá-la e revivê-la antes que o ciclo de digestão do dragão termine um mês e ela não possa mais ser ressuscitada.
Kensuke (ケン助, Kensuke)
Um monstro molusco que originalmente foi parte da colônia de monstros constituintes da 'armadura viva' e que agora vive no punho da espada de Laios. É capaz de pressentir e alertar Laios sobre a presença de monstros, mas pode fugir ou recusar a ser desembainhado quando sente medo.

## Mídias
Ryōko Kui começou a publicar a série na revista Harta da Enterbrain em 15 de fevereiro de 2014. A editora norte-americana Yen Press anunciou sua licença para a série em 28 de outubro de 2016.

## Lista de Volumes
| - | - 1. 水炊き (Mizutaki) - 2. タルト (Taruto) - 3. ローストバジリスク (Rōsuto Bajirisuku) - 4. オムレツ (Omuretsu) - 5. かき揚げ (Kakiage) - 6. 動く鎧1 (Ugoku Yoroi 1) - 7. 動く鎧2 (Ugoku Yoroi 2) - Bonus. モンスターよもやま話1 (Monsutā Yomoyamabanashi 1) |

| - | - 8. キャベツ煮 (Kyabetsu Ni) - 9. オーク (Ōku) - 10. おやつ (Oyatsu) - 11. ソルベ (Sorube) - 12. 宮廷料理 (Kyūtei Ryōri) - 13. "塩茹で (Shioyude) - 14. 水棲馬 (Kerupī) - Bonus. モンスターよもやま話2 (Monsutā Yomoyamabanashi 2) |

| - | - 15. 雑炊 (Zōsui) - 16. 蒲焼き (Kabayaki) - 17. 木苺 (Kiichigo) - 18. 焼き肉 (Yakiniku) - 19. テンタクルス (Tentakurusu) - 20. シチュー (Shichū) - 21. 大ガエル (Ōgaeru) - Bonus. モンスターよもやま話3 (Monsutā Yomoyamabanashi 3) |

| - | - 22. 地上にて (Chijō nite) - 23. 炎竜1 (Reddo Doragon 1) - 24. 炎竜2 (Reddo Doragon 2) - 25. 炎竜3 (Reddo Doragon 3) - 26. 炎竜4 (Reddo Doragon 4) - 27. 炎竜5 (Reddo Doragon 5) - 28. 炎竜6 (Reddo Doragon 6) - Bonus. モンスターよもやま話4 (Monsutā Yomoyamabanashi 4) |

| - | - 29. 炎竜7 (Reddo Doragon 7) - 30. 良薬 (Ryōyaku) - 31. シーサーペント 前編 (Shīsāpento Zenpen) - 32. シーサーペント 後編 (Shīsāpento Kōhen) - 33. ドライアド (Doraiado) - 34. コカトリス (Kokatorisu) - 35. 掃除屋 (Sōjiya) - Bonus. モンスターよもやま話5 (Monsutā Yomoyamabanashi 5) |

| - | - 36. みりん干 (Mirin hi) - 37. ハーピー (Hāpī) - 38. キメラ (Kimera) - 39. シェイプシフター ‐１‐ (Sheipu Shifutā ‐1‐) - 40. シェイプシフター ‐２‐ (Sheipu Shifutā ‐2‐) - 41. 山姥 (Yamanba) - 42. 夢魔 (Muma) - Bonus. モンスターよもやま話6 (Monsutā Yomoyamabanashi 6) |

| - | - 43. アイスゴーレム (Aisu Gōremu) - 44. バロメッツ (Baromettsu) - 45. 卵 (Tamago) - 46. 黄金郷 (Ōgonkyō) - 47. グリフィン (Gurifin) - 48. 使い魔 (Tsukaima) - 49. グリフィンのスープ (Gurifin no Sūpu) - Bonus. モンスターよもやま話7 (Monsutā Yomoyamabanashi 7) |

| - | - 50. ダンプリング ‐１‐ (Danpuringu ‐1‐) - 51. ダンプリング ‐２‐ (Danpuringu ‐2‐) - 52. ベーコンエッグ (Bēkon'Eggu) - 53. 地下１階にて ‐１‐ (Chika 1-kai Nite ‐1‐) - 54. 地下１階にて ‐２‐ (Chika 1-kai Nite ‐2‐) - 55. 地下１階にて ‐３‐ (Chika 1-kai Nite ‐3‐) - 56. バイコーン (Baikōn) - Bonus. モンスターよもやま話8 (Monsutā Yomoyamabanashi 8) |

| - | - 57. 兜煮, Kabutoni) - 58. サキュバス 前編 (Sakyubasu Zenpen) - 59. サキュバス 後編 (Sakyubasu Kōhen) - 60. 有翼の獅子 (Yū tsubasa no Shishi) - 61. 焼き歩き茸 (Yaki Aruki Take) - 62. ６日間 (6-Kakan) - Bonus. モンスターよもやま話9 (Monsutā Yomoyamabanashi 9) |

| - | - 63. コンフィ (Konfi) - 64. ウサギ ‐１‐ (Usagi ‐1‐) - 65. ウサギ ‐２‐ (Usagi ‐2‐) - 66. カレー ‐１‐ (Karē ‐1‐) - 67. カレー ‐２‐ (Karē ‐2‐) - 68. シスル ‐１‐ (Shisuru ‐1‐) - 69. シスル ‐２‐ (Shisuru ‐2‐) - Bonus. モンスターよもやま話10 (Monsutā Yomoyamabanashi 10) |

| - | - 70. シスル ‐３‐ (Shisuru ‐3‐) - 71. シスル ‐４‐ (Shisuru ‐4‐) - 72. シスル ‐５‐ (Shisuru ‐5‐) - 73. ババロア (Babaroa) - 74. リリクムムアレ (Ririku Mumuare) - 75. 迷宮の主 ‐１‐ (Meikyū no Omo ‐1‐) - 76. 迷宮の主 ‐２‐ (Meikyū no Omo ‐2‐) - Bonus. モンスターよもやま話11 (Monsutā Yomoyamabanashi 11) |

| - | - 77. 迷宮 (Meikyū) - 78. 迷宮2 (Meikyū 2) - 79. 寄生虫 (Kiseichū) - 80. 食物連鎖 (Shokumotsu Rensa) - 81. 郷土料理 (Kyōdo Ryōri) - 82. マルシル (Marushiru) - 83. マルシル2 (Marushiru 2) - 84. マルシル3 (Marushiru 3) - 85. マルシル4 (Marushiru 4) - Bonus. モンスターよもやま話12 (Monsutā Yomoyamabanashi 12) |

| - | - 86. 翼獅子 (Tsubasa Shishi) - 87. 翼獅子2 (Tsubasa Shishi 2) - 88. 翼獅子3 (Tsubasa Shishi 3) - 89. 翼獅子4 (Tsubasa Shishi 4) - 90. 翼獅子5 (Tsubasa Shishi 5) - 91. 翼獅子6 (Tsubasa Shishi 6) - 92. 島 (Shima) |

| - | - 93. ファリン1 (Farin 1) - 94. ファリン2 (Farin 2) - 95. ファリン3 (Farin 3) - 96. ファリン4 (Farin 4) - 97. ダンジョン飯 (Danjon Meshi) |

## Recepção
O volume 1 alcançou o 11º lugar nas paradas semanais da Oricon e foi o 87º volume de mangá mais vendido no Japão entre 17 de novembro de 2014 e 17 de maio de 2015, com 315.298 cópias vendidas. Em 16 de agosto de 2015, havia vendido 381.614 cópias. O volume 2 alcançou o 3º lugar nas paradas  e, em 17 de setembro de 2015, havia vendido 362.906 cópias. Em agosto de 2017, os 4 primeiros volumes tinham mais de 2 milhões de cópias impressas.
O mangá foi escolhido como o 13º melhor mangá de 2015 no ranking do mangá Book of the Year da revista Da Vinci . A edição de 2016 do Kono Manga ga Sugoi! O guia classificou a série como número um em sua lista dos 20 principais mangás para leitores do gênero masculino.

## Anime
A primeira temporada de Dungeon Meshi vai contar com 24 episódios no total, e eles serão lançados de forma semanalmente na Netflix em dois blocos. O primeiro bloco teve início em Janeiro de 2024, enquanto a segunda leva de episódios  ainda terá a data de estreia determinada. Os episódios foram lançados na Netflix com idioma original e também dublagem em português brasileiro.
| Calendário de estreia | Calendário de estreia                    | Calendário de estreia   |
| Episódio              | Titulo                                   | Data de lançamento      |
| 1                     | Caldeirada/Torta                         | 04 de janeiro de 2024   |
| 2                     | Basilisco assado/Omelete/Kakiage         | 11 de janeiro de 2024   |
| 3                     | Armadura Viva                            | 18 de janeiro de 2024   |
| 4                     | Repolho cozido/Orcs                      | 25 de janeiro de 2024   |
| 5                     | Lanches/Sorvete                          | 1º de fevereiro de 2024 |
| 6                     | Cozinha da corte/Fervido em água salgada | 8 de fevereiro de 2024  |
| 7                     | Kelpie/Mingau/Grelhado com molho         | 15 de fevereiro de 2024 |
| 8                     | Framboesas/Carne grelhada                | 22 de fevereiro de 2024 |
| 9                     | Tentáculos/Sopa                          | 29 de fevereiro de 2024 |
| 10                    | Sapos gigante/Na superficie              | 7 de março de 2024      |
| 11                    | Dragão vermelho I                        | 14 de março de 2024     |
| 12                    | Dragão vermelho II                       | 21 de março de 2024     |
| 13                    | Dragão vermelho III/Remédio bom          | 28 de março de 2024     |
| 14                    | Serpente marinha                         | 4 de abril de 2024      |
| 15                    | Dríade/Cocatriz                          | 11 de abril de 2024     |
| 16                    | Faxineiros/Comida com amor               | 18 de abril de 2024     |
| 17                    | Harpia/Quimera                           | 25 de abril de 2024     |
| 18                    | Metamorfo                                | 2 de maio de 2024       |
| 19                    | Pesadelo                                 | 9 de maio de 2024       |
| 20                    | Golem de Gelo/Barometz                   | 16 de maio de 2024      |
| 21                    | Ovo/Castelo Dourado                      | 23 de maio de 2024      |
| 22                    | Grifo/Familiar                           | 30 de maio de 2024      |
| 23                    | Sopa de grifo/Guiozas 1                  | 6 de junho de 2024      |
| 24                    | Guiozas 2/Bacon e ovos                   | 13 de junho de 2024     |
| --------------------- | ---------------------------------------- | ----------------------- |